# Моран, Йылдыз
Йылдыз Моран (тур. Yıldız Moran, 24 июля 1932, Стамбул — 15 апреля 1995, Стамбул) — турецкий фотограф и переводчица. Первая турчанка-фотограф, получившая профессиональное образование в сфере фотографии.

## Биография
Родилась 24 июля 1932 года в Стамбуле, была младшей из троих детей. Училась в Роберт-колледже, но в 1950 году прервала своё обучение, чтобы по совету своего дяди Мазхара Ипшироглу отправиться в Великобританию для получения образования в сфере фотографии. Там она училась в технических колледжах Блумсбери и Илинга. Затем работала ассистентом Джона Викерса.
В 1953 году в Кембридже прошла первая выставка работ Моран. На следующий год в Лондоне прошли ещё пять выставок. Работы Моран стали популярны, на первой же выставке были проданы 25 её работ. В 1954 году вернулась в Турцию. В 1955-62 годах прошли ещё пять персональных выставок работ Моран. В 1970 прошла последняя не ретроспективная выставка работ Моран. После этого она занималась лишь переводами и составлением словарей.

### Личная жизнь
В 1963 году вышла замуж за поэта Оздемира Асафа. У них было трое детей. Моран перевела ряд произведений Асафа на английский.